# Pachyta
Pachyta es un género de escarabajos longicornios de la tribu Rhagiini.

## Especies
- Pachyta armata LeConte, 1873
- Pachyta bicuneata Motschulsky, 1860
- Pachyta degener  Semenov & Plavilstshikov, 1936
- Pachyta erebia  Bates, 1884
- Pachyta felix  Holzschuh, 2007
- Pachyta gorodinskii  Rapuzzi, 2013
- Pachyta lamed (Linnaeus, 1758)
- Pachyta lamed liturata Kirby, 1837
- Pachyta mediofasciata  Pic, 1936
- Pachyta perlata  Holzschuh, 1991
- Pachyta quadrimaculata  (Linnaeus, 1758)